# Gabriel Reyes
Gabriel Reyes (ur. 24 marca 1892, zm. 10 października 1952) – filipiński duchowny katolicki.

## Życiorys
Urodził się 24 marca 1892 w Kalibo. Był synem Eulogio Reyesa oraz Marceli Martelino. Podstawy edukacji odebrał w rodzinnej miejscowości. Następnie wstąpił do katolickiego seminarium duchownego w Jaro w Iloilo. Święcenia kapłańskie przyjął 27 marca 1915. Początkowo został skierowany do pracy w Balasan, później posługiwał także na parafiach w Capiz oraz Santa Barbara. Był kochany przez wiernych, pośród których przyszło mu pracować. Cieszył się wśród nich znacznym szacunkiem. Ceniono go także za zdolności przywódcze, w tym za umiejętne motywowanie parafian do wspólnej pracy. Przymioty te zwróciły uwagę władz kościelnych. Reyes został mianowany sekretarzem biskupa Jaro Jamesa P. McCloskeya w 1920. Funkcję tę pełnił do 1927. Między 1927 a 1932 był wikariuszem generalnym Jaro. Wyświęcony następnie na biskupa Cebu (1932). Dwa lata później podległą mu jednostkę kościelną podniesiono do rangi arcybiskupstwa. Reyes święcenia arcybiskupie otrzymał 29 listopada 1934. Stał się tym samym najwyżej postawionym Filipińczykiem w hierarchii Kościoła katolickiego na archipelagu. Arcybiskupstwem manilskim wciąż bowiem kierował wówczas duchowny pochodzący ze Stanów Zjednoczonych, Michael O’Doherty. Pod rządami Reyesa Cebu stało się centrum katolicyzmu nie tylko na Wisajach ale także na Mindanao. Duchowny skupił się na formacji duchowieństwa, kwestiach edukacyjnych oraz działalności charytatywnej. Otwierał nowe seminaria duchowne, stał za reorganizacją Uniwersytetu Świętego Karola w Cebu oraz utworzył Kolegium Świętej Teresy. Podczas II wojny światowej ewakuował podległe sobie struktury kościelne na tereny górzyste, tak by uniknąć przejęcia nad nimi kontroli przez Japończyków. Zyskał tym sobie uznanie walczących z Japończykami filipińskich partyzantów. Jego postawa w okresie wojennym wzbudziła również podziw Amerykanów. Po nastaniu pokoju odwiedził Stany Zjednoczone. Podczas wizyty w Waszyngtonie został przyjęty przez prezydenta Trumana, który osobiście wyraził swą wdzięczność za heroiczną postawę duchownego. 
Papież Pius XII 12 września 1949 mianował go koadiutorem arcybiskupstwa manilskiego. Krótko później, bo 14 października 1949 został mianowany arcybiskupem Manili oraz prymasem Filipin. Był pierwszym Filipińczykiem w historii, któremu przyszło posługiwać na tym stanowisku. Postulowano podniesienie Reyesa do godności kardynalskiej. Prezydent Quirino podnosił tę kwestię podczas swojego spotkania z papieżem, który miał się przychylnie odnosić do tego pomysłu. Dalszą karierę Reyesa przerwała wszakże przedwczesna śmierć 10 października 1952. Duchowny zmagał się z chorobą nowotworową, zmarł podczas leczenia w Stanach Zjednoczonych. Jego szczątki złożono w manilskiej katedrze.